# Lake Beeac
Lake Beeac är en sjö i Australien. Den ligger i delstaten Victoria, omkring 130 kilometer väster om delstatshuvudstaden Melbourne. Lake Beeac ligger 115 meter över havet. Arean är 6,3 kvadratkilometer. Den sträcker sig 3,1 kilometer i nord-sydlig riktning, och 2,8 kilometer i öst-västlig riktning.
Följande samhällen ligger vid Lake Beeac:
- Beeac (204 invånare)

Trakten runt Lake Beeac består till största delen av jordbruksmark. Runt Lake Beeac är det mycket glesbefolkat, med 4 invånare per kvadratkilometer. Genomsnittlig årsnederbörd är 921 millimeter. Den regnigaste månaden är juni, med i genomsnitt 126 mm nederbörd, och den torraste är februari, med 37 mm nederbörd.